# DeRon Horton
DeRon Horton (Houston, 25 de novembro de 1992) é um ator e cantor americano. Ele é mais conhecido por seu papel como Lionel Higgins em Dear White People.

## Filmografia

### Cinema
| Ano  | Título                | Papel                   | Notas          |
| ---- | --------------------- | ----------------------- | -------------- |
| 2012 | Consultation          | Jermaine Rawlings       | Curta-metragem |
| 2013 | Paint the city        | DeVon                   | Curta-metragem |
| 2014 | Lions and Lambs       | Zion Murray             | Curta-metragem |
| 2016 | Dirty Grandpa         | Estudante da Georgia #1 |                |
| 2017 | Burning Sands         | Square                  |                |
| 2017 | Roman J. Israel, Esq. | Derrell Ellerbee        |                |
| 2018 | Dirt                  | Dez Truss               |                |
| 2018 | After Everything      | Nico                    |                |
| 2018 | Parallax              | Amante                  | Curta-metragem |
| 2019 | Headlines             | Drew Murray             | Curta-metragem |
| 2020 | Bad Hair              | Kieren Johnson          |                |
| 2020 | Endless               | Jordan                  |                |
| 2021 | Bliss                 | Liang                   |                |

### Televisão
| Ano       | Título                        | Papel          | Notas                                   |
| --------- | ----------------------------- | -------------- | --------------------------------------- |
| 2012      | Haven                         | Selvagem #5    | Episódio: "Stay"                        |
| 2016      | Lethal Weapon                 | Marcus         | Episódio: "There Goes the Neighborhood" |
| 2017-2021 | Dear White People             | Lionel Higgins | 40 episódios                            |
| 2018      | American Vandal               | Lou Carter     | 7 episódios                             |
| 2019      | Drunk History                 | Ernest Green   | Episódio: "Trailblazers"                |
| 2019      | American Horror Story: 1984   | Ray Powell     | 8 episódios                             |
| 2022      | The Last Days of Ptolemy Grey | Hilly          | 6 episódios                             |